# Who's Gonna Save My Soul
Who's Gonna Save My Soul è un singolo del duo musicale Gnarls Barkley, pubblicato nel 2008 ed estratto dal loro secondo album in studio The Odd Couple.

## Tracce
- CD

1. Who's Gonna Save My Soul (Original Mix)
2. Who's Gonna Save My Soul (MTV Live 52 Version)
3. Who's Gonna Save My Soul (Demo Version)
4. Mystery Man
5. Neighbors (Live From The 40 Watt)
6. Who's Gonna Save My Soul (Instrumental)

## Video
Il videoclip della canzone è stato diretto da Chris Milk ed interpretato da Aasha Davis e Jorma Taccone. In esso vi sono i cameo di CeeLo Green e Danger Mouse. Il video ha ricevuto la candidatura al Grammy Award al miglior videoclip nell'ambito dei Grammy Awards 2009.